# Atractus bocki
Atractus bocki är en ormart som beskrevs av Werner 1909. Atractus bocki ingår i släktet Atractus och familjen snokar. Inga underarter finns listade.
Arten förekommer i Bolivia och norra Argentina. Honor lägger ägg.